# 邾定公
邾定公（？—前573年），即曹貜且，他是邾文公與其第一任妻子齊姜（齊國人）之子。其弟捷菑之母晉姬在他即位之後不服，回晉國，晉國趙盾因而為其派兵至邾國，但邾國人說貜且是長子所以才立他為君，趙盾覺得理虧而回。在位42年。
| 前任： 邾文公 | 春秋邾国君主 前614年－前573年 | 繼任： 邾宣公 |